# Yōtarō Nakajima
Yōtarō Nakajima (japanisch 中島 洋太朗 Nakajima Yōtarō; * 22. April 2006 in Hiroshima, Präfektur Hiroshima) ist ein japanischer Fußballspieler.

## Karriere

### Verein
Yōtarō Nakajima erlernte das Fußballspielen in den Jugendmannschaften des Erstligisten Sanfrecce Hiroshima. Sein Erstligadebüt für den Verein aus Hiroshima gab der Jugendspieler am 30. März 2024 (5. Spieltag) im Heimspiel gegen Gamba Osaka. Bei dem 1:1-Unentschieden wurde er in der 89. Minute für Mutsuki Katō eingewechselt. 2024 bestritt er zwölf Ligaspiele. Am 1. Februar 2025 unterschrieb er bei Sanfrecce seinen ersten Profivertrag. Am 8. Februar 2025 gewann er mit Sanfrecce Hiroshima den japanischen Supercup. Das Spiel gegen den Meister Vissel Kōbe gewann man mit 2:0.

### Nationalmannschaft
Yōtarō Nakajima spielte 2023 elfmal in der japanischen U17-Nationalmannschaft. Mit dem Mannschaft nahm er an der U-17-Fußball-Asienmeisterschaft 2023 in Thailand teil. Hier kam die Elf in das Finale, das man mit 3:0 gegen Südkorea gewann. Im gleichen Jahr nahm er mit dem Team in Indonesien an der U-17-Fußball-Weltmeisterschaft 2023 teil. Hier erreichte man das Achtelfinale, das man jedoch gegen Spanien mit 1:2 verlor.

## Erfolge

### Verein
Sanfrecce Hiroshima
- Japanischer Supercup-Sieger: 2025

### Nationalmannschaft
Japan U17
- U-17-Fußball-Asienmeisterschaft: 2023